# Elady
Eladio Zorrilla Jiménez (La Puerta de Segura, Jaén, España, 13 de julio de 1990), conocido mononímicamente como Elady, es un futbolista español que juega de centrocampista en el Burgos C. F. de la Segunda División de España. 

## Trayectoria
Se forjó en categorías regionales en equipos como el Orcera, La Puerta o Villacarrillo. En este último club fue donde obtuvo el ascenso a Tercera que le sirvió para que se fijarán en él en La Victoria.
En la temporada 2012-13 consiguió el ascenso a Segunda en las filas del Real Jaén. Solo fue titular en un encuentro oficial durante aquella campaña. Elady era uno de los revulsivos que utilizaba Manolo Herrero en las segundas partes. El conjunto jienense se proclamó campeón del Grupo IV.
Elady volvió al modesto Villacarrillo CF de Jaén en la temporada 2013-14. Probó suerte en verano en La Hoya Lorca C. F. pero su fichaje no cuajó y dejó Lorca. Jugó en el Grupo IX de Tercera División y su equipo finalizó la competición en la octava posición. 
En la temporada 2014-15 pasó por tres equipos diferentes de Tercera División: Villacarrillo CF, Écija Balompié y Linares Deportivo. Con los azules se proclamó campeón del Grupo IX y además consiguió el ascenso a Segunda División B.
La campaña 2015-16 consiguió el ascenso a la categoría de bronce con el Atlético Mancha Real, siendo un jugador clave en la faceta goleadora al marcar 25 goles en competiciones oficiales con el conjunto jienense. 
Tras ascender con el Atlético Mancha Real, el futbolista andaluz era titular indiscutible en la primera vuelta de la liga, con el que jugaría 20 partidos (6 amarillas y 1 roja) en los que marcó 10 goles (tres de penalti) y daría 14 pases de gol, antes de fichar por el Real Murcia en el mercado de invierno de 2018. En su temporada y media en el cuadro pimentonero jugó 43 partidos y marcó 13 goles.
En junio de 2018 se marchó con la carta de libertad al conjunto polaco del KS Cracovia de la Ekstraklasa. Tras solo un mes en el extranjero y jugar dos partidos, sin haberse aclimatado a su nuevo destino, decidió firmar por el F. C. Cartagena un contrato de dos años de duración.
Durante la temporada 2018-19 logró la cifra anotadora de 21 goles en 37 partidos para llegar a disputar las semifinales de la eliminatoria de ascenso a Segunda División.
El 20 de julio de 2020 el F. C. Cartagena lograría el ascenso a la Segunda División tras eliminar al Atlético Baleares en la tanda de penaltis en la eliminatoria de campeones, tras haber sido líderes del Grupo IV tras la finalización de la liga regular por el coronavirus.
En la temporada 2020-21 disputó 41 encuentros en Segunda División, donde anotó ocho goles y repartió cuatro asistencias.
El 1 de julio de 2021 quedó libre, habiendo disputado un total de 106 partidos en los que anotó 36 goles con los albinegros. 13 días después firmó por el C. D. Tenerife.
El 26 de enero de 2023, llega cedido a la S.D. Huesca hasta el final de la temporada 2023-2024.
El 12 de julio de 2024, de desvincula del C.D. Tenerife y pasa a formar parte de la plantilla del C.F. Intercity para la temporada 2024-2025.

## Clubes
| Club                 | País    | Año       |
| -------------------- | ------- | --------- |
| Orcera C. F.         | ESP     | 2006-2008 |
| La Puerta            | España  | 2008-2010 |
| Villacarrillo C. F.  | España  | 2010-2012 |
| Real Jaén C. F.      | España  | 2012-2013 |
| Villacarrillo C. F.  | España  | 2013-2014 |
| Écija Balompié       | España  | 2014-2015 |
| Linares Deportivo    | España  | 2015      |
| Atlético Mancha Real | España  | 2015-2017 |
| Real Murcia C. F.    | España  | 2017-2018 |
| K. S. Cracovia       | Polonia | 2018      |
| F. C. Cartagena      | España  | 2018-2021 |
| C. D. Tenerife       | España  | 2021-2024 |
| S.D. Huesca          | España  | 2023-2024 |
| C.F. Intercity       | España  | 2024-2025 |
| Burgos C. F.         | España  | 2025-act. |